# Georg Weinhold
Georg Weinhold (28. listopadu 1934 Žitava – 10. října 2013 Drážďany) byl pomocným biskupem v diecézi drážďansko-míšeňské. Byl prvním pomocným biskupem míšeňské diecéze od dob reformace.

## Život

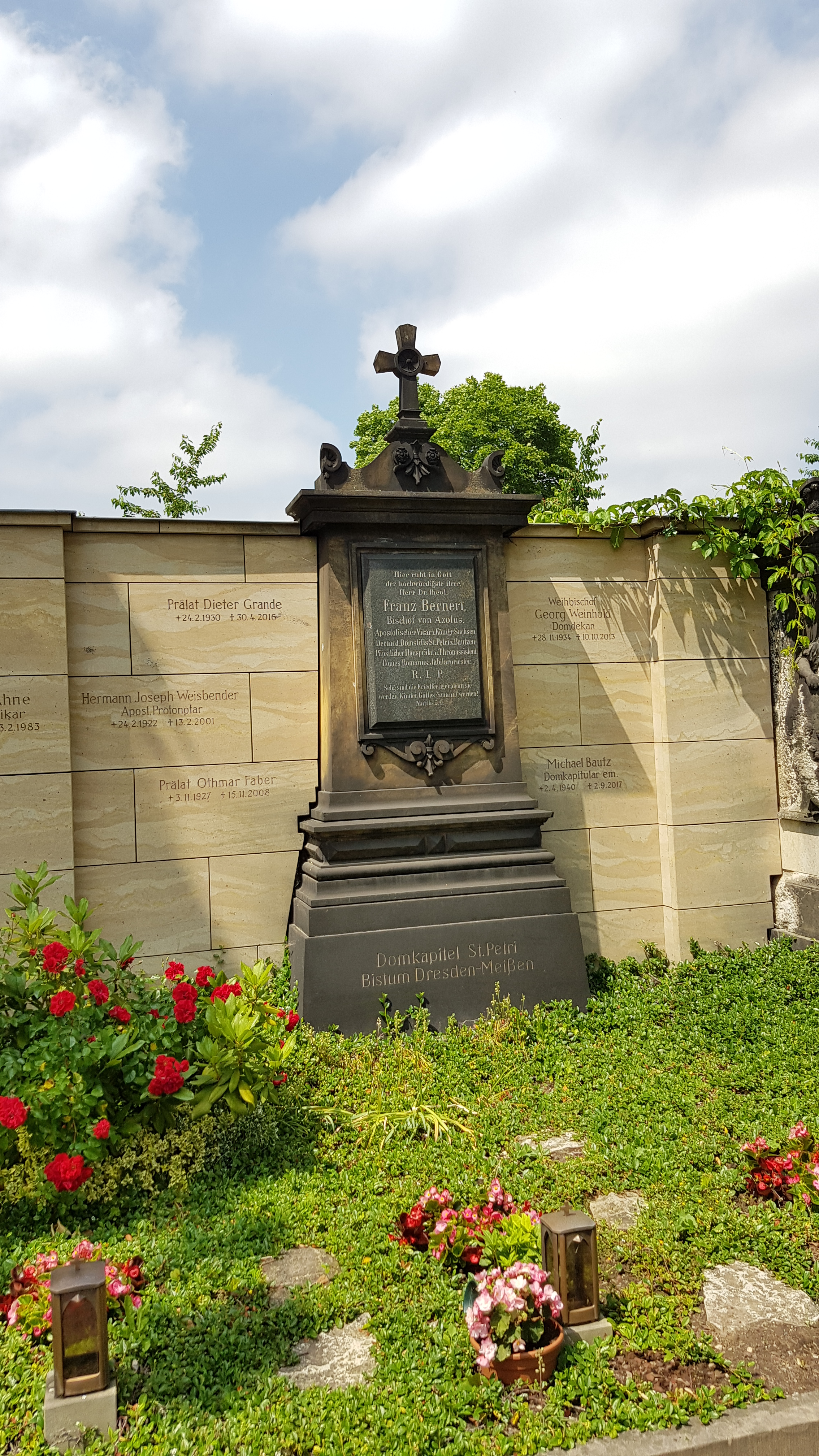
Hrob Georga Weinholda, katedrální hrobka, starý katolický hřbitov v Drážďanech

Po studiích katolické teologie v Erfurtu a Neuzelle přijal 19. prosince 1959 v katedrále v Budyšíně z rukou biskupa Otto Spülbecka svátost kněžského svěcení pro míšeňskou diecézi. Od roku 1960 pak působil jako kaplan v Kamenci a od roku 1965 v Lipsku-Connewitzu. V roce 1968 se stal farním vikářem a od roku 1971 farářem v Dippoldiswalde. V témže roce ho biskup Gerhard Schaffran jmenoval radou ordináriátu ve správě diecéze.
Papež Pavel VI. ho 5. července 1973 jmenoval titulárním biskupem v Idicře a pomocným biskupem v diecézi Míšeň (později přejmenovaná na diecézi drážďansko-míšeňskou). Vybral si biskupské heslo In laudem gloriae gratiae suae (K chvále jeho slavné milosti) z listu Efezanům (Ef 1,6). Gerhard Schaffran jej 8. září téhož roku vysvětil na biskupa a jmenoval biskupským vikářem. Spolusvětiteli byli biskup Bernhard Huhn, apoštolský administrátor v Görlitz, a Johannes Kleineidam, pomocný biskup berlínské arcidiecéze. V roce 1976 byl jmenován katedrálním kanovníkem. V roce 1990 ho katedrální kapitula svatého Petra v Drážďanech zvolila katedrálním děkanem. V roce 1997 ho biskup Joachim Reinelt jmenoval generálním vikářem v diecézi drážďansko-míšeňské, kde vystřídal preláta Georga Hankeho a tuto funkci zastával až do roku 2004. V Německé biskupské konferenci byl členem komise IV „Duchovní povolání a církevní služby“.
Dne 22. srpna 2008 přijal Benedikt XVI. jeho žádost o rezignaci, kterou podal ze zdravotních důvodů. V době svého odchodu do důchodu byl nejdéle sloužícím pomocným biskupem římskokatolické církve na světě – ve funkci byl 35 let. Zemřel 10. října 2013 ve věku 78 let v Drážďanech.

## Monografie
- Eine Kirche – zwei Völker: Deutsche und sorbische Quellentexte zur Geschichte des Bistums Dresden-Meißen (Jedna církev – dva národy: německé a lužickosrbské pramenné texty k dějinám diecéze drážďansko-míšenské), sv. 3: 1945 – 1970. St. Benno Verlag, Lipsko, 2013, ISBN 978-3-7462-3669-8; Domowina-Verlag, Budyšín, 2013, ISBN 978-3-7420-2248-6. (německy)